# Gianna Martorella
Gianna Martorella (Piombino, 17 maggio 1960) è un'imitatrice e attrice italiana.

## Biografia
Figlia di un operaio e di una casalinga, inizia ad imitare compagni e professori di scuola da giovane. Durante gli anni delle superiori decide di percorrere la strada dello spettacolo. Nel 1980 esordisce a teatro con 'A fortuna e Pulicenella con Luca De Filippo e, l'anno successivo, è vincitrice del Festival Nazionale degli Imitatori di Alfredo Papa.
Nel 1983 partecipa come ospite a Domenica In varietà condotto da Pippo Baudo, nel biennio successivo è a Clap Clap su Rai 1 con Barbara Boncompagni e inizia a lavorare in radio nel programma Asiago Tenda su Radio 1.
Nel 1985 è nel cast di Pronto, chi gioca? e nel 1986 è ospite fissa di Grand Hotel su Canale 5 e, negli anni successivi con la sua popolarità è richiesta in molti programmi Rai e Fininvest, tra cui Drive In, Buona Domenica, Bella d'estate e Una grande occasione.
Vince il concorso Comica Donna a Desenzano nel 1989 e l'anno dopo è ospite fissa a Gran Premio su Rai 1 con Pippo Baudo ed è a fianco di Raffaella Carrà in Ricomincio da due su Rai 2. Partecipa, sempre nel 1990 a Stasera mi butto, il campionato nazionale imitatori condotto da Gigi Sabani, dove arriva in finale.
Nel 1991, sempre su Rai 2, è tra i protagonisti della striscia quotidiana TGX, con Michele Mirabella e partecipa a Ciao weekend con Giancarlo Magalli ed Heather Parisi.
Nel 1994 è nel cast di La sai l'ultima? con Pippo Franco e quattro anni dopo inizia il sodalizio professionale con Paolo Limiti, avendo un ruolo da protagonista nelle trasmissioni di Rai 1 Ci vediamo in TV, Ci vediamo su Raiuno
Alle 2 su Rai 1 e Paolo Limiti show.
Nel 2010 pubblica il suo primo libro Nei panni degli altri.
Al teatro San Luca di Roma a dicembre dello stesso anno con la Compagnia teatrale Punto & Virgola è protagonista del varietà, scritto da Francesco Bartoli e diretto da Paolo Mellucci, Questo è il paese dee sòle!
Tra i molti personaggi che ha imitato ci sono Gabriella Carlucci, Milly Carlucci,  Raffaella Carrà, Patty Pravo, Milva, Heather Parisi, Marcella Bella, Anna Oxa,  Lilli Gruber, Rosa Russo Iervolino, Mina, Mietta, Loretta Goggi, Sophia Loren, Loredana Bertè, Carmen Lasorella, Rosanna Cancellieri e molte altre. Da alcuni anni si dedica alla ricerca di giovani talenti. Ha fondato l'accademia Le Muse che offre corsi di formazione con docenti di spicco nel mondo dello spettacolo. 
https://www.giannamartorellamanagement.it/accademia/

## Attività

### Televisione
- Cantapuglia (1982)
- Domenica in su Rai 1 (1983)
- Clap Clap (fino al 1984)
- Pronto, chi gioca? (1985)
- Grand Hotel (1986)
- Bella d'estate (1987)
- Una grande occasione (1987)
- Nonsolomoda (1988)
- Pronto, è la Rai? (1988)
- Il girasole (1988)
- Gran Premio (1990)
- Stasera mi butto (1990)
- Ricomincio da due su Rai 2 con Raffaella Carrà (1990)
- TGX su Rai 2 (1991)
- Ciao Weekend su Rai 2 (1991)
- Fantastico 12 su Rai 2 (1991)
- Stasera mi butto su Rai 2 (1992)
- Acqua calda (1992)
- Solo di domenica (1992)
- Bouvette Show (fino al 1992)
- Toto Festival  su Rete 4 (1994)
- Festa della donna (1994)
- I suoi primi 40 anni (1994)
- La sai l'ultima? su Canale 5 (1994)
- Una sera c'incontrammo su Rete 4 (1995)
- Arriba!!! Arriba!!! su Rai 2 (1996)
- La testata su Rai 2 (1996)
- 30 ore per la vita (1996)
- Napoli e Napoli (1997)
- Alle 2 su Rai uno su Rai 1 (1999)
- Ci vediamo su Raiuno su Rai 1 (2000)
- Ci vediamo in TV su Rai 1 (2000)
- Paolo Limiti Show su Rai 2 (2003)
- Quelli che il calcio su Rai 2 (2008)

### Radio
- Asiago tenda (1985)
- La nostra domenica (1990)
- Effetti collaterali (1993)

### Concorsi
- Vincitrice Festival nazionale degli imitatori indetto da Alfredo Papa (1981)
- Vincitrice Comica Donna a Desenzano (1989)
- Finalista a Stasera mi butto (1990)

### Teatro
- A fortuna di Pulcinella con Luca De Filippo (1980)
- Questo è il paese dee sòle! - Varietà di Paolo Mellucci (2010)